# 3168 Lomnický Štít
3168 Lomnický Štít là một tiểu hành tinh vành đai chính với chu kỳ quỹ đạo là 1892.7084563 ngày (5.18 năm).
Nó được phát hiện ngày 1 tháng 12 năm 1980.